# Paweł Sowiński (biolog)
Paweł Mieczysław Sowiński – polski biolog, agronom, profesor nauk biologicznych, pracownik naukowy Instytutu Biologii Eksperymentalnej i Biotechnologii Roślin Wydziału Biologii Uniwersytetu Warszawskiego.

## Życiorys
W 1987 r. obronił pracę doktorską pt. Reakcje fizjologiczne siewek kukurydzy na niskie dodatnie tempreatury, której promotorem był prof. Stanisław Janusz Maleszewski, w 2001 r. obronił pracę habilitacyjną zatytułowaną Transport asymilatów a tolerancja chłodu przez kukurydzę. W 2012 r. uzyskał tytuł profesora nauk biologicznych. Był profesorem nadzwyczajnym w Instytucie Hodowli i Aklimatyzacji Roślin – Państwowego Instytutu Badawczego i w Instytucie Biologii Eksperymentalnej Roślin na Wydziale Biologii Uniwersytetu Warszawskiego, oraz członkiem zarządu Polskiego Towarzystwa Biologii Eksperymentalnej Roślin.
Jest profesorem i dyrektorem w Instytucie Biologii Eksperymentalnej i Biotechnologii Roślin na Wydziale Biologii Uniwersytetu Warszawskiego. Należy do Rady Dyscypliny Naukowej – Nauk Biologicznych Uniwersytetu Warszawskiego. 